# Breitenthal (Schwaben)
Breitenthal er en kommune i Landkreis Günzburg i Regierungsbezirk Schwaben i den tyske delstat Bayern. Den er en del af Verwaltungsgemeinschaft Krumbach.

## Geografi
Breitenthal ligger i Region Donau-Iller.
Der er landsbyerne Breitenthal, Nattenhausen.

## Historie
Breitenthal er nævnt første gang i 1105 som klostergods under Kloster Roggenburg. Nattenhausen hørte indtil 1492 til Markgrevskabet Burgau og kom i det 16. århundrede under Hochstift Augsburg. Fra 1803 kom området under Bayern. I 1818 blev den indtil da selvstændige kommune Nattenhausen indlemmet i kommunen.